# Cliffhanger (novela)
Cliffhanger es una novela infantil escrita por Jacqueline Wilson e ilustrada por Nick Sharratt, publicada originalmente en 1995. Wilson escribió el libro tras recibir el encargo de un productor para una serie de televisión de aventuras en dos partes con un protagonista masculino, algo con lo que no estaba familiarizada. Tras escribir la serie, Wilson la adaptó a novela. La novela gira en torno a Tim, que se ve obligado a ir de vacaciones de aventura a pesar de no quererlo. Cliffhanger tuvo una excelente acogida entre la crítica y los lectores. Posteriormente, Wilson escribió una secuela del libro titulada Buried Alive!.

## Premisa
Tim, a quien no se le dan bien los deportes, es enviado a unas vacaciones de aventura a pesar de decirle a su padre que lo odiará. El campamento ofrece diversas actividades, como piragüismo, rápel y una carrera de cubos loca, y Tim intenta sobrevivir a los «horrores» de la semana y ayudar a su equipo, los Tigres, a ganar.

## Producción
Cliffhanger fue escrita por Jacqueline Wilson e ilustrada por Nick Sharratt. Antes de escribir el libro, Wilson fue contactada por un productor que quería encargarle una serie de dos partes para niños de primaria. Aunque Wilson estaba contenta con esto, el productor quería que la trama fuera una «emocionante historia de aventuras» y que se centrara en un personaje masculino. Wilson había escrito principalmente sobre chicas porque le resultaba más fácil y nunca había escrito una historia de aventuras, pero aceptó hacerlo porque quería trabajar para la televisión. Wilson terminó escribiendo la historia también como novela.  Wilson disfrutó escribiendo la novela y más tarde decidió escribir una secuela, Buried Alive!; Biscuits, a quien Wilson consideraba su personaje masculino favorito, apareció en su novela de 2004 Best Friends. Cliffhanger y Buried Alive! Son dos de los libros de Wilson que tienen a niños como protagonistas de la historia.
Cliffhanger se publicó inicialmente en 1995 por Transworld Publishers Limited. Una edición actualizada, publicada en marzo de 2005 por Corgi Yearling (un sello editorial de Random House), incluye un prólogo de Wilson. Cliffhanger y Buried Alive! son los dos libros de la colección «Biscuit Barrel» de Wilson (además del libro Biscuit Barrel, que contiene las dos novelas en un solo volumen).

## Recepción
Miriam Moore, de The Spinoff, clasificó a Cliffhanger en el puesto 14 de su lista de los 30 libros de Jacqueline Wilson que leyó, señalando que era inusual que le diera una calificación alta a una novela sobre un niño. Moore destacó el triunfo de Tim con su «poder mental» y su «inteligente uso» de una pipa para ganar el desafío final, llamándolo «una victoria para los nerds y una victoria para mi corazón». Un escritor de The Good Book Guide calificó la novela como una «historia excelente, de ritmo rápido y llena de humor para lectores competentes», mientras que un escritor de The School Librarian opinó que los lectores que comparten las «agonías» de Tim podrían «envalentonarse con esta entretenida historia». Un niño que escribió una reseña en The Guardian calificó la historia como un «libro realmente divertido que te hará reír» y la recomendó para lectores mayores de seis años. El crítico reveló que su parte favorita de la novela fue cuando el equipo de Tim ganó debido a la idea de Tim de verter el agua por el desagüe. Otro escritor de The Guardian calificó la novela de «brillante» y opinó que tanto Cliffhanger como Buried Alive! presentaban a chicos que hacen amigos fácilmente, escribiendo: «En el corazón de las historias se encuentra la maravillosa amistad que se forja entre el endeble Tim y Biscuits». El escritor creía que Biscuits y Tim tenían poco en común y recomendó los libros a un padre para ayudar a su hijo a hacer amigos. The Daily Telegraph elogió la novela, escribiendo que «Teje muchos hilos argumentales en un espacio muy corto y nos deja sonriendo al final». Ella Dove de Good Housekeeping colocó Cliffhanger en su lista de los 10 mejores libros de Jacqueline Wilson y opinó que Cliffhanger tenía una de las «imágenes de portada más icónicas» de Sharratt. Un escritor de BookTrust calificó la novela como un «relato saludable y divertido sobre no darse por vencido».